# Pinacopodius praestolatus
Pinacopodius praestolatus är en skalbaggsart som beskrevs av Branco och Josso 2007. Pinacopodius praestolatus ingår i släktet Pinacopodius och familjen bladhorningar. Inga underarter finns listade i Catalogue of Life.